# 孫百斛
孫百斛（？—？），奉天府承德縣（今沈阳市区）人，清朝及中华民国政治人物、進士出身。

## 生平
光緒十六年（1890年），参加光緒庚寅科殿試，登進士二甲100名。同年五月，改翰林院庶吉士。光緒十八年五月，散館，授翰林院編修。
《东三省公报》于民国元年（1912年）2月18日创刊，社址位于大北门外，日出两大张。该报发起者是奉天省议会。当时，奉天省议会议长孙百斛、袁金铠、曾有严等人公推曾有严为总经理，荣孟枚为总编辑，王希哲为主笔。创刊后不久，改为官商合办，王希哲为商股之一。翟文选担任奉天省长时，王希哲请求官方收回官股，由王希哲个人经营。